# Flusssumpfhuhn
Das Flusssumpfhuhn (Porzana fluminea) ist eine Art der Rallen, die zu der Gattung der Sumpfhühner zählt. Es ist eine kleine, kurzschwänzige Rallenart mit einem kurzen, kräftigen Schnabel, die ausschließlich zur Avifauna Australiens gehört.
Die Bestandssituation des Flusssumpfhuhns wird mit ungefährdet (least concern) angegeben. Es werden keine Unterarten unterschieden.

## Erscheinungsbild

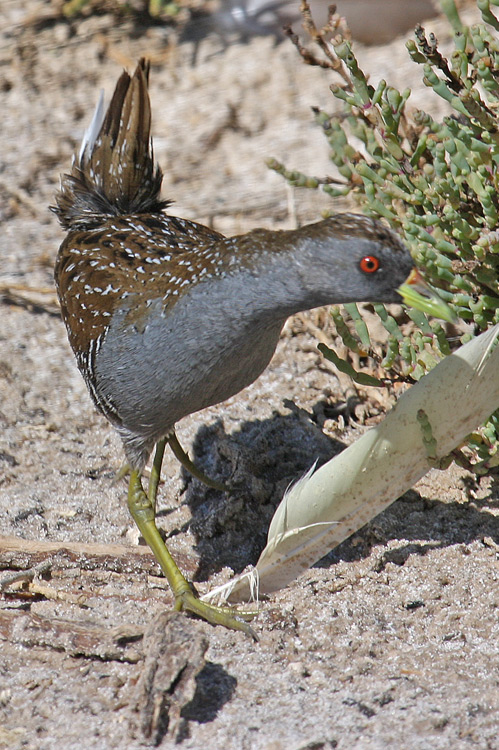
Flusssumpfhuhn, Südaustralien

Das Flusssumpfhuhn erreicht eine Körperlänge von 19 bis 23 Zentimeter, wovon 4,6 bis 5,8 Zentimeter auf den Schwanz entfallen. Der Flügel misst 8,8 bis 10,8 Zentimeter. Die Schnabellänge beträgt 1,9 bis 2,2 Zentimeter. Die Männchen wiegen durchschnittlich 65 Gramm, die Weibchen sind mit 55 Gramm etwas leichter. Es besteht ein nur geringer Geschlechtsdimorphismus.

### Männchen
Stirn, Überaugenstreif, Gesicht und Kehle sind dunkelgrau, bei einzelnen Individuen finden sich auch eine feine weiße Strichelung oder feine weiße Flecken auf den Ohrdecken. Der Scheitel, der Nacken und der hintere Hals sind bräunlich olivfarben mit schwarzen und weißen Stricheln. Die übrige Körperoberseite hat den gleichen Farbton und weist weiße und dunkelbraune Fleckchen und schmale weiße und dunklere Federsäume auf.
Die Körperunterseite ist dunkelgrau mit feinen weißen Flecken an den Hals- und Brustseiten. Die Flanken, Bauchseiten und der Bürzel sind schwarz und weiß quergebändert. Die Unterschwanzdecken sind weiß. Der Schnabel ist hellgrünlich bis olivgelb, die Iris ist leuchtend rot. Die Beine und Füße sind grünlich bis olivgelb.

### Weibchen
Weibchen sind auf der Körperoberseite etwas matter gefärbt und haben einen stärkeren olivbraunen Ton. Auf den Brustseiten und auf der Kehle sind sie etwas stärker weiß gefleckt.

### Jungvögel
Jungvögel sind auf der Körperoberseite ähnlich wie die adulten Vögel gefärbt, die weiße Fleckung ist bei ihnen jedoch noch nicht so ausgeprägt. Auf den Oberschwanzdecken und dem Bürzel fehlen sie gewöhnlich vollständig. Das Gesicht und die Stirn sind olivbraun mit einer intensiveren weißen Fleckung als bei den adulten Vögeln. Das Kinn und die Kehle sind grau mit weißen Flecken oder weiß mit dunkleren Sprenkeln. Die Körperpartien, die bei den adulten Vögeln schwarz und weiß quergebändert sind, sind bei ihnen noch diffus braun-weiß quergebändert. Der Bauch ist gewöhnlich weißlich. Die Iris ist noch dunkelbraun.

## Verwechslungsmöglichkeiten
Eine Verwechslungsmöglichkeit besteht mit dem Zwergsumpfhuhn, das ebenfalls zu der Gattung der Sumpfhühner gehört. Dieses ist auf der Körperoberseite intensiver zimtfarben. Das Südsee-Sumpfhuhn ist dunkler und hat keine so auffällige Farbabzeichen wie das Flusssumpfhuhn. Die Krickralle hat ebenfalls keine weißen Farbabzeichen. Im Vergleich mit dieser Art ist das Flusssumpfhuhn etwas kleiner, kompakter und hat einen kürzeren Hals, einen längeren Schwanz, einen kurzen, kräftigen grünen Schnabel sowie grünliche Beine und Füße.

## Verbreitungsgebiet und Lebensraum

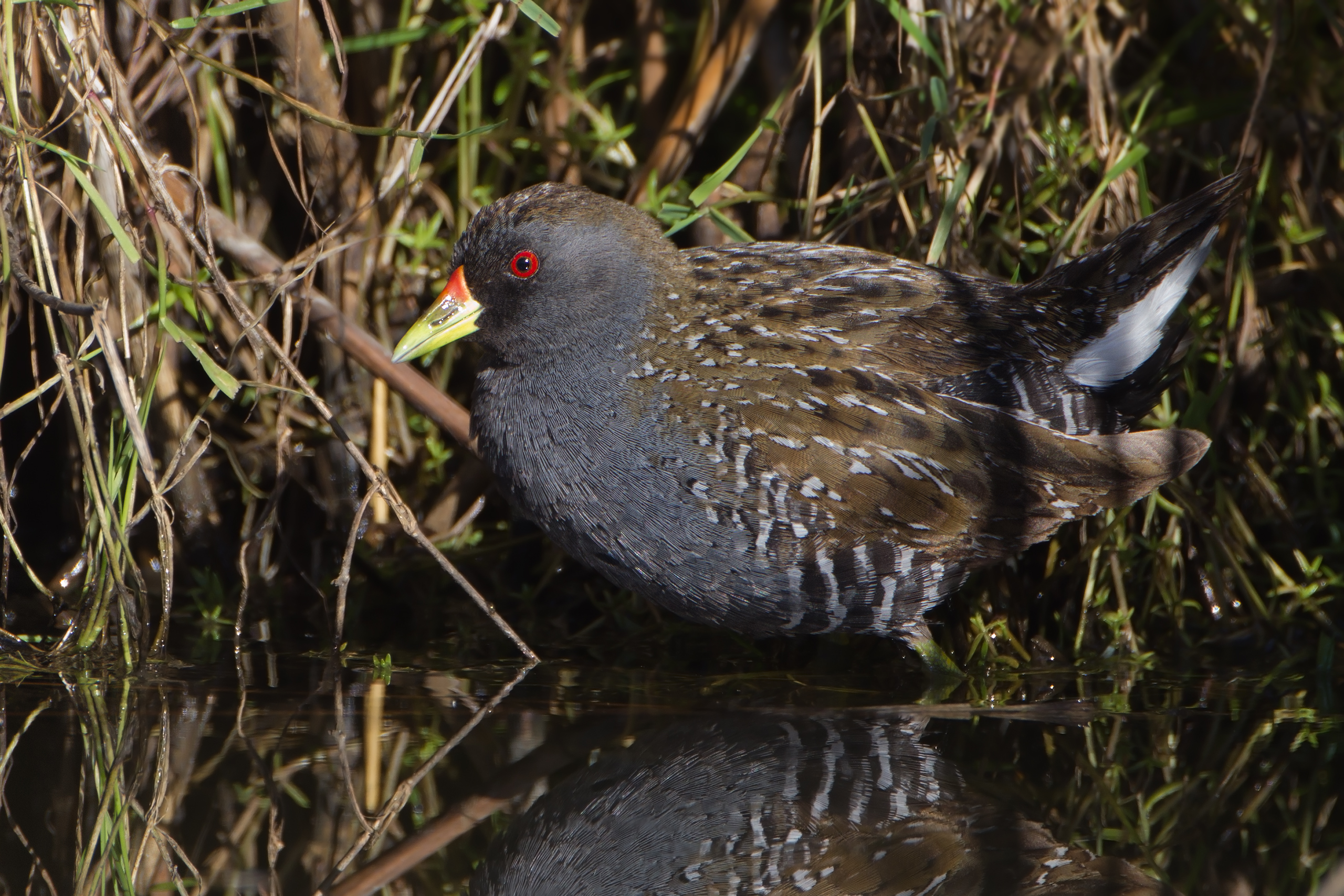
Flusssumpfhuhn, Tasmanien

Das Flusssumpfhuhn kommt ausschließlich auf dem australischen Festland, auf Tasmanien und einigen wenigen, der Küste vorgelagerten Inseln vor. Der Verbreitungsschwerpunkt sind der Südosten und Südwesten Australiens. In anderen Regionen kommt das Flusssumpfhuhn nur vereinzelt vor.
Im australischen Bundesstaat Queensland reicht das Verbreitungsgebiet von Booby Island entlang der ostaustralischen Küste bis in die Region von Brisbane. Das Verbreitungsgebiet ist jedoch disjunkt. In New South Wales ist die Art ebenfalls selten und auf einige Küstenregionen begrenzt. In Victoria ist das Flusssumpfhuhn dagegen häufig, während es auf Tasmanien sehr selten und auf die Osthälfte dieser Insel begrenzt ist. In South Australia ist das Flusssumpfhuhn ebenfalls auf den Osten begrenzt und kommt vor allem nördlich von 30° südliche Breite vor. In Western Australia liegt der Verbreitungsschwerpunkt südlich von Perth sowie in Kimberley, im Northern Territory ist es vor allem in der Region um Alice Springs anzutreffen. Die Wanderbewegungen des Flusssumpfhuhns sind bislang wenig untersucht, aus einzelnen Beobachtungen schließt man jedoch, dass sie aus Regionen während längerer Trockenzeiten abwandern.
Der Lebensraum des Flusssumpfhuhns sind die Randzonen von Feuchtgebieten. Es kommt unter anderem in Gezeiten- und Salzmarschen, in Flussmündungen, an Sümpfen, Flussläufen, Seen, Billabongs und Lagunen vor. Es besiedelt hier vor allem die dichte Ufervegetation. Es gilt aber als eine Art, die im Vergleich zum Südsee-Sumpfhuhn weniger auf eine dichte Ufervegetation angewiesen ist.

## Lebensweise

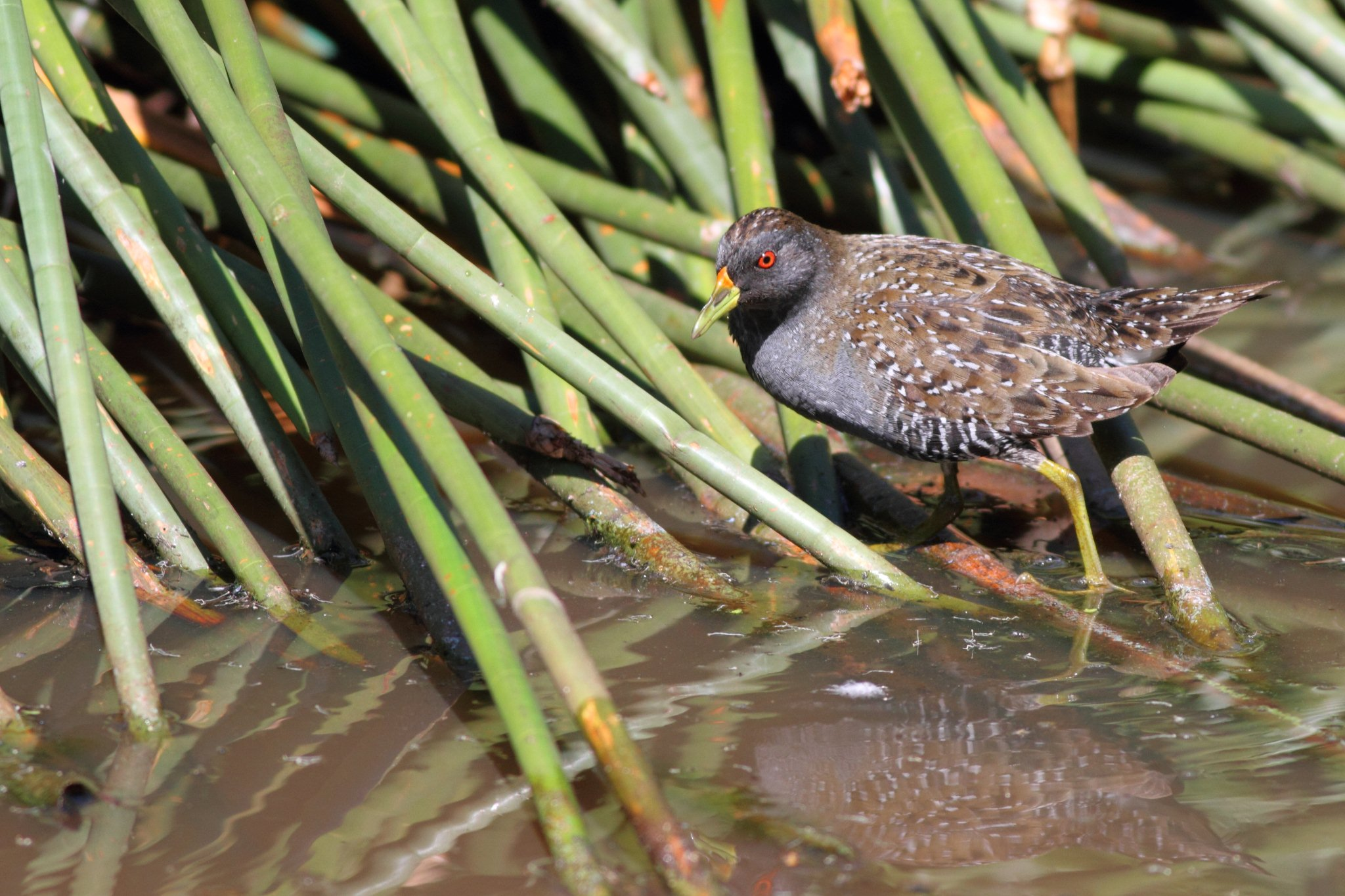
Flusssumpfhuhn, Mornington-Halbinsel, Victoria

Das Flusssumpfhuhn lebt einzelgängerisch und paarweise, nur selten in kleinen Gruppen. Es ist ein unauffälliger Vogel, der aber verglichen mit anderen Rallen weniger scheu ist. Es ist in der Lage zu schwimmen und zu tauchen, legt dabei aber immer nur kurze Strecken auf diese Weise zurück. Es fliegt nur selten auf, der Flug wirkt angestrengt und flatternd, dabei hängen die Beine und Füße nach unten. Während der Nahrungssuche entfernt es sich selten weit von der schützenden Deckung und sucht diese sofort auf, wenn es durch etwas beunruhigt ist.
Das Flusssumpfhuhn frisst Samen, Weichtiere, Insekten, Krebstiere und Spinnen. Es ist tagaktiv, ist aber vor allem in den frühen Morgen- und späten Abendstunden bei der Nahrungssuche zu beobachten.

## Fortpflanzung
Die Brutbiologie des Flusssumpfhuhns ist bislang nur wenig untersucht. Die Brutzeit fällt grundsätzlich in den Zeitraum August bis Januar, dabei brüten die im Westen Australiens vorkommenden Flusssumpfhühner etwas früher. Das Nest wird in der dichten Ufervegetation errichtet. Das Gelege besteht gewöhnlich aus vier bis fünf Eiern, die vermutlich in einem Abstand von 24 Stunden vom Weibchen gelegt werden. Beide Elternvögel brüten. Da die Nestlinge asynchron schlüpfen, geht man davon aus, dass sie mit dem Brüten beginnen, bevor das Gelege vollständig ist. In einem beobachteten Fall schlüpften sieben Küken in einem Zeitraum von fünf Tagen. Die Küken sind Nestflüchter. Sie werden von beiden Elternvögeln geführt.

## Fressfeinde
Zu den Fressfeinden des Flusssumpfhuhnes zählen Katzen und Hunde, die Gewöhnliche Tigerotter und verschiedene Greifvogelarten. Vermutlich gehört auch der Silberreiher zu den Fressfeinden dieser Rallenart.